# Þórólfur Beck
Þórólfur Beck (ur. 21 stycznia 1940 w Reykjavíku, zm. 30 listopada 1999 tamże) – islandzki piłkarz występujący na pozycji napastnika.

## Kariera klubowa
Þórólfur karierę rozpoczynał w zespole Reykjavíkur. Występował tam w latach 1958-1961 i w tym czasie zdobył z klubem dwa mistrzostwa Islandii (1959, 1961) oraz dwa Puchary Islandii (1960, 1961). W sezonach 1959, 1960 oraz 1961 zostawał także królem strzelców Úrvalsdeild. W 1961 roku przeszedł do szkockiego St. Mirren. Spędził tam trzy lata, a potem odszedł do innego szkockiego zespołu, Rangers. W 1966 roku zdobył z nim Puchar Szkocji. W tym samym roku przeniósł się do francuskiego FC Rouen. Występował tam w sezonie 1966/1967. Następnie grał w amerykańskim St. Louis Stars, gdzie w 1967 roku zakończył karierę.

## Kariera reprezentacyjna
W reprezentacji Islandii Þórólfur zadebiutował 26 września 1959 w przegranym 2:4 meczu eliminacji Letnich Igrzysk Olimpijskich 1960 z Danią, w którym strzelił także gola. W latach 1959-1969 w drużynie narodowej rozegrał 20 spotkań i zdobył 4 bramki.